# Marco Estrada
Marco Andrés Estrada Quinteros mais conhecido como Marco Estrada, nasceu em Viña del Mar, 28 de Maio de 1983 é um futebolista chileno que joga atualmente pelo San Luis de Quillota.

## Carreira
Marco Estrada é um jogador versátil que se destaca tanto pelo chute potente de meia distância quanto pelas boas cobranças de falta. Ele pode atuar tanto como lateral-esquerdo quanto no miolo da zaga ou mesmo de volante. Essa capacidade de adaptação a diferentes posições fez com que ele ganhasse de vez a confiança do técnico Marcelo Bielsa na metade das eliminatórias para a Copa do Mundo de 2010 na África do Sul.
Estrada vestiu a camisa de apenas três clubes durante a carreira, algo raro para o futebol atual. Em 2000, estreou no Everton de Viña del Mar, clube em que passou seis anos. Depois, foi contratado pela Universidad de Chile, onde ganhou o apelido de "Cañonero Azul". O seu primeiro jogo com a seleção foi em janeiro de 2006, sob o comando de Nelson Acosta, em um amistoso do selecionado sub-23 contra a Dinamarca. Foi ele quem fez o gol da vitória naquela partida.
Os seus chutes fortes e precisos o tornaram conhecido na América do Sul. Mas não é apenas com isso que conta Marcelo Bielsa, que tem no jogador uma das peças-chave do seu esquema tático. O técnico argentino também faz uso dos bons lançamentos em diagonal de Estrada, que costuma deixar os atacantes na cara do gol nas jogadas de linha de fundo. O defensor também mostra grande habilidade para abrir o jogo e liberar a subida em velocidade dos homens de frente.
Estrada fez apenas um gol nas eliminatórias para a Copa do Mundo de 2010. Foi em uma cobrança de falta, a sua marca registrada, na vitória por 4 a 0 sobre a Bolívia. O jogo, disputado em Santiago, valia pelo segundo turno do torneio classificatório.
Em 2013, se transferiu para o Al-Wahda.

## Títulos
Montpellier
- Ligue 1: 2011-12